# Next to Me (Imagine Dragons)
Next to Me è un singolo del gruppo musicale statunitense Imagine Dragons, pubblicato il 21 febbraio 2018 come unico estratto dalla riedizione digitale del terzo album in studio Evolve.

## Descrizione
Unico brano inedito presente nella riedizione di Evolve, il brano vede la partecipazione vocale della giovanissima cantante Grace VanderWaal, che supporterà inoltre gli Imagine Dragons durante il successivo tour estivo in promozione di Evolve. Parlando del brano, il cantante Dan Reynolds ha detto:

## Video musicale
Il video musicale, un cortometraggio di 11 minuti diretto da Mark Pellington, è stato pubblicato il 13 marzo 2018 sul canale YouTube del gruppo.

## Tracce
Testi e musiche degli Imagine Dragons, Alex da Kid e Jayson DeZuzio.
1. Next to Me – 3:50

## Classifiche

### Classifiche settimanali
| Classifica (2018)           | Posizione massima |
| --------------------------- | ----------------- |
| Australia                   | 96                |
| Canada                      | 68                |
| Italia                      | 21                |
| Nuova Zelanda (heatseekers) | 3                 |
| Portogallo                  | 90                |
| Regno Unito                 | 98                |
| Stati Uniti                 | 110               |
| Stati Uniti (rock)          | 7                 |
| Svezia                      | 72                |
| Svizzera                    | 51                |

### Classifiche di fine anno
| Classifica (2018)  | Posizione |
| ------------------ | --------- |
| Stati Uniti (rock) | 40        |